# Karl Klimm
Karl Klimm (także Carl Klimm, ur. 1856, zm. 13 marca 1924) – niemiecki architekt, działający we Wrocławiu.

## Życiorys
Pracował w miejskiej administracji budowlanej początkowo jako kreślarz u miejskich radców budowlanych J.R. Mendego i Richarda Plüddemanna. W 1892 został mistrzem budowlanym rady (Ratsbaumeister), później wymieniany jest jako magistracki radca budowlany (Magistratsbaurat). W związku z tymi funkcjami aż do śmierci w 1924 kierował biurem projektowym magistratu, nadzorował wszystkie większe inwestycje budowlane Wrocławia i współinicjował plan rozbudowy miasta, a także zajmował się konserwacją zabytków miejskich. Oprócz tego zaprojektował samodzielnie lub we współpracy z innymi architektami magistrackimi wiele budynków i budowli. Klimm, autor wielu artykułów specjalistycznych, był ponadto wykładowcą Szkoły Rzemiosł Budowlanych we Wrocławiu. W grudniu 1909 został uhonorowany Orderem Orła Czerwonego IV klasy.
W swoich projektach Klimm stosował szeroki repertuar form historyzmu, od ok. 1900 wprowadzając motywy secesyjne.

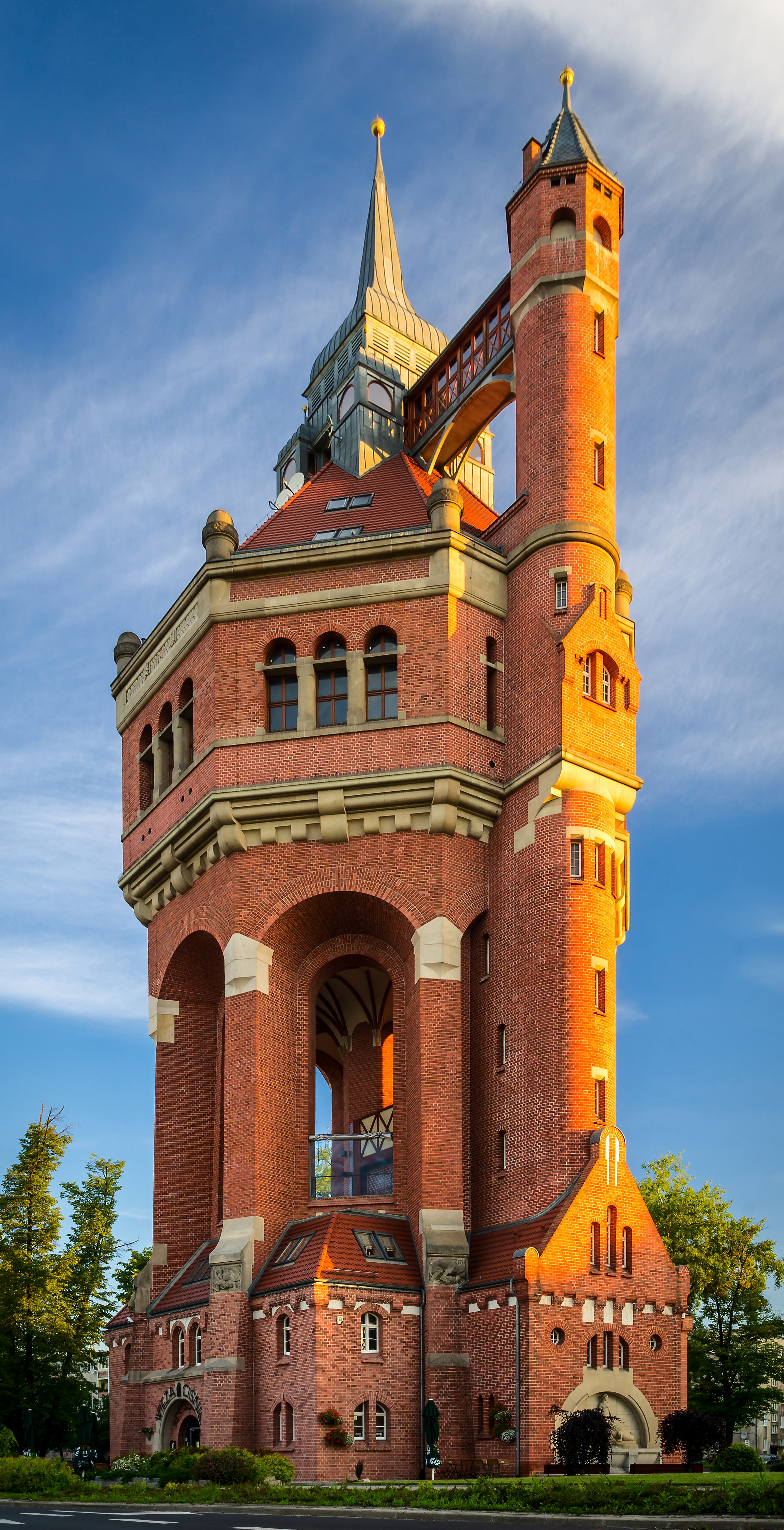
K. Klimm: Wieża ciśnień przy ul. Wiśniowej we Wrocławiu

## Wybrane dzieła

### Na terenie Wrocławia
- 1884–1891 – udział w przebudowie wrocławskiego ratusza (pod kierunkiem Karla Lüdeckego)
- 1890–1891 – budynki szpitalne przy ul. Rydygiera (razem z Richardem Plüddemannem)
- 1891–1893 – budynek obecnego IX LO przy ul. P. Skargi (razem z Richardem Plüddemannem)
- 1895–1897 – mosty Osobowickie (razem z Richardem Plüddemannem, konstrukcja: Alfred von Scholtz)
- 1895–1897 – most Zwierzyniecki (razem z Richardem Plüddemannem, konstrukcja: Alfred von Scholtz)
- 1897 – budynki Portu Miejskiego (razem z Richardem Plüddemannem)
- 1898–1899 – wielka restauracja w Parku Południowym (niezachowana)
- 1899–1901 (projekt) – budynek Szkoły Rzemiosł Budowlanych (obecnie Wydział Architektury Politechniki Wrocławskiej) przy ulicy B. Prusa (razem z Richardem Plüddemannem)
- 1902 – wieża widokowa cesarza Wilhelma I w Parku Osobowickim[1] (niezachowana)
- 1903 – budynek gimnazjum św. Elżbiety przy ulicy Dawida (pod kierunkiem Richarda Plüddemanna)
- 1904–1905 – wieża ciśnień przy alei Wiśniowej na skrzyżowaniu z ul. Sudecką[4]
- 1904–1905 – most Pomorski południowy, konstrukcja: mistrz budowlany Günthel i biuro inżynierii miejskiej[5]

### Poza Wrocławiem
- 1895 – restauracja na Prowincjalnej Wystawie Rzemiosła w Poznaniu[6]
- 1907–1908 – schronisko na Ślęży